# Tulbaghia ludwigiana
Tulbaghia ludwigiana är en amaryllisväxtart som beskrevs av William Henry Harvey. Tulbaghia ludwigiana ingår i släktet Tulbaghia och familjen amaryllisväxter. Inga underarter finns listade i Catalogue of Life.